# Pauline de Ahna
Pauline Maria Strauss-de Ahna (Ingolstadt, 4 februari 1863 – Garmisch-Partenkirchen, 13 mei 1950) was een Duitse sopraan en echtgenote van componist Richard Strauss.
Pauline de Ahna was dochter van de Beierse generaal Adolf de Ahna. In 1887 leerde ze de kapelmeester Richard Strauss kennen, van wie ze onderwijs kreeg aan de hofopera van Weimar. Zeven jaar later trouwde ze met hem. Het echtpaar woonde achtereenvolgens in München, Berlijn (vanaf 1898), Garmisch-Partenkirchen (vanaf 1908), Wenen (vanaf 1918), Baden im Aargau (vanaf 1945), Ouchy, Montreux en weer in Garmisch-Partenkirchen (vanaf 1949).
In 1890 debuteerde De Ahna als sopraan. Ze gold als een uitmuntende vertolker van de liederen van haar man. Strauss schreef meerdere operarollen voor haar, zoals Freihild in Guntram. De rol van Christine in Strauss' autobiografische opera Intermezzo was gemodelleerd naar De Ahna. Het echtpaar trad ook geregeld op in concerten. In 1906 beëindigde De Ahna haar carrière als zangeres.
Pauline en Richard Strauss hadden één zoon: Franz Strauss (1897-1980).
- Gemeinsame Normdatei: 117312355
- International Standard Name Identifier: 0000 0003 6830 5006
- MusicBrainz: 58ecda71-c546-4a09-9fd6-5371ef99895a
- SNAC: w6c08d6x
- Virtual International Authority File: 17996530
- WorldCat: E39PBJktvFp6VX9mJgDwCBHXBP